# Metric
Metric är ett indierock-band från Kanada. Bandet består av sångerskan Emily Haines som även är keyboardist, gitarristen James Shaw, basisten Josh Winstead och trummisen Joules Scott-Key. De har släppt några låtar som är mer lyssnade, som "Help I'm Alive", "Sick Muse" och "Gimme Sympathy". Bandet är tämligen okänt i Sverige.

## Diskografi
Studioalbum
- 2001 – Grow Up and Blow Away (släpptes inte officiellt förrän 2007)
- 2003 – Old World Underground, Where Are You Now?
- 2005 – Live It Out
- 2009 – Fantasies
- 2012 – Synthetica
- 2012 – Cosmopolis (soundtrack) (Metric & Shore)

EP
- 1998 – Mainstream
- 2001 – Static Anonymity
- 2007 – Live at Metropolis
- 2009 – Plug In, Plug Out
- 2010 – Daytrotter Session
- 2011 – iTunes Session

Singlar
- 2001 - Grow Up and Blow Away
- 2001 - Raw Sugar
- 2004 - Combat Baby
- 2004 - Succexy
- 2004 - Dead Disco
- 2006 - Monster Hospital (finns med i Grey's Anatomy Soundtrack)
- 2006 - Poster of a Girl
- 2006 - Handshakes
- 2007 - Empty
- 2008 - Help I'm Alive
- 2009 - Front Row
- 2009 - Gimme Sympathy
- 2009 - Sick Muse
- 2009 - Gold Guns Girls (finns med i FIFA 10)
- 2010 - Eclipse (All Yours) (finns med i The Twilight Saga: Eclipse Soundtrack)
- 2010 -Black Sheep (finns med i Scott Pilgrim vs. the World)
- 2010 - Stadium Love
- 2012 - Youth Without Youth
- 2012 - Breathing Underwater
- 2013 - Synthetica